# Virginia Ramey Mollenkott
Virginia Ramey Mollenkott (* 28. Januar 1932 in Philadelphia, Pennsylvania; † 25. September 2020 in Pompton Plains, New Jersey) war eine US-amerikanische Autorin und Hochschullehrerin.

## Leben
Nach ihrer Schulzeit begann Mollenkott ein Hochschulstudium. Sie erhielt nach ihrem Studium eine Anstellung an der William Paterson University in Wayne, New Jersey, wo sie Literatur unterrichtete. Mollenkott schrieb mehrere Bücher über LGBT-Themen und über Themen des Feminismus im Christentum sowie in der Bibel. Mollenkott war Mitglied der Organisationen Evangelical and Ecumenical Women's Caucus und Christian Lesbians OUT.
Mollenkott lebte mit ihrer Lebenspartnerin Suzannah Tilton in New Jersey.

## Ehrungen
- 2001 – Lambda Literary Award für Omnigender.

## Werke (Auswahl)
als Autorin
- Transgender Journeys. Pilgrim Press, Cleveland, Ohio 2003, ISBN 0-8298-1677-1 (gemeinsam mit Vanessa Sheridan).
- Omnigender. A Trans-Religious Approach. Pilgrim Press, Cleveland, Ohio 2001, ISBN 0-8298-1771-9.
- Is the Homosexual My Neighbor? Another Christian view. Neuaufl. Harper & Row, San Francisco 1994, ISBN 0-06-067076-2 (gemeinsam mit Letha Dawson Scanzoni).
- Women, Men, and the Bible. Neuaufl. Crossroad Press, New York 1988, ISBN 0-8245-0893-9.
- The Divine Feminine. The Biblical Imagery of God as Female. 1983.
- Sensuous Spirituality. Out from Fundamentalism. Neuaufl. Pilgrim Press, Cleveland, Ohio 2007, ISBN 978-0-8298-1805-5.
- Godding. Human Responsibility and the Bible. Crossroad Press, Cleveland, Ohio 1987, ISBN 0-8245-0824-6.
- Women of Faith in Dialogue. Crossroad Press, Cleveland, Ohio 1987, ISBN 0-8245-0823-8 (Essays von jüdischen, christlichen und moslemischen Frauen).
- Gender Diversity and Christian Community. 2005.
- Speech, Silence, Action. The Cycle of Faith. Abington Books, Nashville, Ten. 1980, ISBN 0-687-39169-5 (Biographie).
- Views from the Intersection. Crossroad Press, New York 1984, ISBN 0-8245-0634-0 (mit Gedichten von Catherine Barry).
- In Search of Balance. Word Books, Waco, Tex. 1969.
- Adamant and Stone Chips. Word Books, Waco, Tex. 1967.

als Herausgeberin
- Adam Among the Television Trees. An anthology of verse by contemporary christian poets. Word Books, Waco, Tex. 1971.